# 車吉章
車 吉章（くるま よしあき、1961年11月26日 - ）は、日本のフリーパーソナリティ
IMG_6101.jpg

## 経歴
富山県高岡市出身で、高岡市に在住。北陸地方で活躍するフリーパーソナリティである。血液型はB型。高岡市立西条小学校、高岡市立高岡西部中学校富山県立高岡商業高等学校、名古屋情報ビジネス専門学校 、近畿大学短期大学部卒業。名鉄観光サービスでのツアーコンダクター経験を経て、有限会社を設立経営後、会社を譲渡し完全フリーとなり現職に。　
ラジオ、テレビ、イベント、式典、ブライダル、神事などあらゆる分野で「しゃべり」を使い分ける。
2024年1月1日発生の「令和6年能登半島地震」では、3日後に震源地から一番近いラジオ局にてノープラン、フリートーク4時間生放送パーソナリティーを担当。　放送前に直接被災者を取材し生放送に活かした。
2025年の元日はNHKラジオ第一「ラジオで始まる2025」に出演。　渋谷の放送センターから羽田空港から能登空港へ移動し、現地レポートなどをした。
また、コミュニケーションなどをテーマに実践中心の講師や声優界の大手賢プロダクションの協力を得た「声塾」を個人事業として行う。イベント企画会社「まーる」の代表も務める。

## 人物
- 「車 吉章」の名前はよく芸名かと言われるが本名である。
- 左右表裏対称の漢字で珍しい名前でもある。姓名判断で「あなたは一生お金には苦労しない」と言われたが本人はその時点でこの姓名判断師は当たらないと思いその場を立ち去る。
- 小学生や中学生の時は無口でおとなしい性格。
- 高校入学後、友人など交際環境が変わりよく話すようなる。この時友人から「よくしゃべる奴」と言われ、本人も話す楽しさを自覚しはじめる。
- 専門学校時代は活発で旅行などによく出掛けたりしていた。
- 旅行会社入社後営業担当。添乗員で海外にも渡航。日本がいかに平和てあるかを実感。
- 会社員生活で組織の中の自分の存在に疑問を持ちやがて退社。退社後は何社からか誘いがあったか一年契約を条件に勤務するが、さらに会社員は自分に合わないと実感。
- 喫茶店でアルバイトをしている時、お店の常連客に当時パーソナリティをしている1人の女性がいて「かっこいいね」と声をかけるとその女性から「やりたかったらやれば」と言われ、その一言で片っ端から地元の放送局に電話をしまくるが採用されず。あるイベント会社に電話した時「やる気があるなら1度来い」と言われ行った会社が師匠となる大道芸人の"作芸人磨心"野尻博氏であった。彼のもとで、修行し、富山県で行われたジャパンエキスポ富山のメイン司会に抜擢される機会に恵まれる。そこで人前に立つ事、そして司会の楽しさを実感する。
- 富山テレビの県政番組で男性の声が欲しいということで声をかけられるが標準語が話せないということで、当時の富山テレビ、アナウンストレーナーの指導のもと8年間「富山フォーカスイン」のナレーションを務める。
- 地元高岡のラジオ局が開局すると言うことで知り合いから声をかけられ初めてラジオパーソナリティーを経験する。その番組が最長8時間の生放送でリクエストメッセージ等リスナーの反応に快感を覚え、さらにラジオの良さにのめり込んでいく。
- パーソナリティーの経験を生かし、短期大学、専門学校、各種団体からコミュニケーションやマナーなどの講習講師を務める。堅苦しい講義形式ではなく、おもちゃなど道具を使った実践的な講習で好評。
- 2024年1月1日能登半島地震発生。1月4日に震源地から一番近いラジオ局から四時間生放送を担当。
- J-WAVEや文化放送、各地のコミュニティー局から震災直後のインタビューを受け「今は来ないでください、自衛隊、消防や医療関係者などプロが入っています。能登の皆さんのおもてなしの準備が整ったらお知らせしますのでそれまで来ないでください」と呼びかける。
- 2025年の元日はNHKラジオ第一「ラジオで始まる2025」に出演。　渋谷の放送センターから羽田空港から能登空港へ移動し、現地レポートなどをした。

### 趣味
- 旅行、散歩、ひなたぼっこ、アート作品制作

### 交友関係
- 中西圭三、澤田知可子、白井貴子、堀江淳、声優の大御所、「ドラえもんのしずかちゃんの声」や「サザエさんのわかめちゃん」の声役野村道子など。

- あまり肩書きは気にしない。

## 主な出演番組（2020年現在）
- 昼どきラジオ便（11:00～13:55まで金曜日：ラジオかなざわ、ラジオななお、ラジオこまつの石川全県３局ネット同時生放送）
- 介護の窓口（毎週火曜日18:00〜、木曜日10:30〜、土曜日9:30〜：富山シティエフエム、エフエムとなみ）
- 七尾もしもし探検隊（毎週木曜日11時 - 14時：ラジオななお）
- Do You Knowエネル原人（高岡ケーブルネットワーク、所長役）
- Aoiのハッピースカイブルー（毎月第4火曜日：fm21（沖縄県浦添市））
- ラジオ版"会宝通信"（ラジオかなざわ）
- もっと知りたい県民共済ラジオかなざわ）
- 週刊"奥川恭伸"情報（ラジオかなざわ）
- 聞いてなるほど七尾だより（ラジオななお）
- ようこそ石動山へ（ラジオななお）
- 「北脇貴士」の週刊"輝"情報（ラジオななお）

### 過去の担当番組

#### テレビ
- 春の高校バレー「コーチングキャラバン」（BSフジ）
- メイシーちゃんの絵本シリーズ（カートゥーンネットワーク）
- BBTスペシャル（富山テレビ放送）
- とやまDASH!! フォーカス・イン（富山テレビ放送）
- にょきにょきタイムズ（ケーブルテレビ富山）
- 全国春の中学生ハンドボール選手権大会　開会アトラクション総合司会　　など

#### ラジオ、イベント
- 香林坊ファイブステーション（ラジオかなざわ）
- ビタミンワイド（北日本放送）
- 越中むかしものがたり（富山シティエフエム、エフエムとなみ）
- ふらりきままに（富山シティエフエム、エフエムとなみ）
- 万葉マルチラジオ（ラジオたかおか）
- TOGA天空トレイルラン 総合司会
- 富山県高岡市 伏木曳山祭 総合司会
- 庄川水まつり 総合司会
- 富山県高岡市開町400年イベント総合司会
- 第31回全国健康福祉祭とやま大会高岡市大会開会式総合司会
- 読売・ＴＤBフォーラム司会など

## 講師
- 富山福祉短期大学
- 高岡ビジネススクール
- 富山情報ビジネス専門学校（ - 2009年）
- 金沢ビューティーアカデミー（ - 2008年）
- 福井ビューティーアカデミー（ - 2008年）

## その他の企画・運営・資格
- 陸上自衛隊中部方面隊オピニオンリーダー
- 沢田知可子デビュー２５周年記念高岡コンサート企画
- 中西圭三ディナーショー企画
- 杉山清貴、池田聡ジョイントコンサート企画
- 五十嵐浩晃、中西圭三ジョイントコンサート企画
- 白井貴子ライブ
- 小川もこ"もの語り"ライブ
- 西川悟平クリスマスコンサート企画
- 富山県南砺市利賀村そばまつり公開雪上人前結婚式企画運営
- NHK杯全国中学生放送コンテストテレビ番組部門最優秀賞「黒部市立清明中学校放送部」アドバイザー
- 能登半島地震復興コンサート　①沢田知可子（富山県高岡市）②白井貴子（石川県珠洲市）など
- 池田聡ライヴ、カウントダウンライブ企画
- 平成30年ねんりんピックとやま　高岡市会場　開会式総合司会
- ホノルル大学ヒーリングカウンセラー課程修了
- 金城大学認定エデュケーショナルキャリアカウンセラー
- 全日本ブライダル協会公認ブライダルコンサルタント1級
- 全日本ブライダル協会公認シビルウェディングディレクター
- フォレストフローラル 氷見あいやまガーデン顧問
- 速記士1級
- 大型二種
- 大型特殊免許
- スキューバーダイビング免許
- 第49回富山県社会福祉教育大会　社会教育功労者表所授賞など
- 全国地域映像コンクールグランプリ、優秀賞など受賞作品ナレーション担当